# Дмитриевское (Курбское сельское поселение)
Дмитриевское — село в Ярославском районе Ярославской области России, входит в состав Курбского сельского поселения; в рамках административно-территориального устройства включается в Мордвиновский сельский округ. 

## География
Расположено на берегу реки Пахма в 17 км на северо-запад от центра поселения села Курба и в 45 км на запад от западной границы города Ярославль.

## История
Каменная трёхпрестольная церковь построена в 1797 году на средства прихожан и местного помещика Ф. Бумакова. Включала три придела: Святого Великомученика Димитрия, Владимирский Божьей Матери и Димитрия Ростовского.
В конце XIX — начале XX село входило в состав Алексейцевской волости Романово-Борисоглебского уезда Ярославской губернии.
С 1929 года село входило в состав Баневского сельсовета Ярославского района, с 1944 по 1957 год — входило в состав Курбского района, с 1954 года — в составе Мордвиновского сельсовета, с 2005 года — в составе Курбского сельского поселения.

## Население
| 1859 | 1914 | 2002 | 2007 | 2010 |
| ---- | ---- | ---- | ---- | ---- |
| 20   | ↗36  | ↘0   | ↗4   | ↘0   |

## Достопримечательности
В селе расположена недействующая Церковь Димитрия Солунского (1797).